# Автомобилчи
«Автомобилчи» Евлах (азерб. «Avtomobilçi» Yevlax Futbol Klubu) — советский и азербайджанский футбольный клуб из города Евлах. Был основан в 1990 году.
Также известен как «Автомобилист».

## История клуба

### Советский период
Клуб был создан в 1990 году. Принимал участие в первенствах СССР 1990 и 1991 годов в 3-й зоне второй низшей лиги. В 1991 году стал бронзовым призёром. Первым главным тренером клуба был Э. С. Гасанов.

#### Первенство СССР
| Сезон | Дивизион                     | Место    | Игр | Поб | Нич | Пор | Мячи    | Очки |
| ----- | ---------------------------- | -------- | --- | --- | --- | --- | ------- | ---- |
| 1990  | Вторая низшая лига, 3-я зона | 17 из 24 | 34  | 14  | 4   | 16  | 45 — 55 | 32   |
| 1991  | Вторая низшая лига, 3-я зона | 3 из 20  | 38  | 21  | 10  | 7   | 76 — 28 | 52   |

### Новая история
В 1992 году после провозглашения независимости и началом проведения первого национального чемпионата, клуб выступал в высшей лиге Азербайджана. Однако дебют оказался неудачным, и заняв 21 место среди 26 команд, клуб опустился в первую лигу. Лучшим бомбардиром клуба стал Шамиль Ахмедов с 9 забитыми мячами.
В следующем году клуб принял участие в Первой лиге чемпионата Азербайджана и стал её победителем, вновь получив право на участие в высшей лиге. Однако возвращение в элиту вновь оказалось неудачным, и заняв 16-е место, команда оказалась в первой лиге, где по итогам первенства заняла 9-е место. Это был последний сезон для евлахцев, так как в 1995 году из-за финансовых трудностей клуб прекратил своё существование.

## Статистика

### Чемпионат Азербайджана
| Сезон   | Дивизион        | Место | Игр | Поб | Нич | Пор | Мячи    | Очки | Бомбардир                 |
| ------- | --------------- | ----- | --- | --- | --- | --- | ------- | ---- | ------------------------- |
| 1992    | Премьер-лига    | 21    | 38  | 13  | 8   | 17  | 33 — 58 | 34   | Шамиль Ахмедов — 9 мячей  |
| 1993    | Первый дивизион | 1     | 14  | 10  | 2   | 2   | 36 — 15 | 22   |                           |
| 1993/94 | Премьер-лига    | 16    | 30  | 2   | 1   | 27  | 13 — 90 | 5    | Васиф Искендеров — 4 мяча |
| 1994/95 | Первый дивизион | 9     | 28  | 13  | 3   | 12  | 35 — 47 | 29   |                           |

### Кубок Азербайджана
| Сезон     | Этап        |
| --------- | ----------- |
| 1993      | 1/4 финала  |
| 1993/1994 | 1/16 финала |
| 1994/1995 | 1/16 финала |

## Достижения
- Бронзовый призер чемпионата СССР во второй низшей лиге, 3-й зоне 1991 года.
- Победитель Первого Дивизиона Азербайджана по футболу 1993 года.